# Лаконик (царь Спарты)
Лаконик (др.-греч. Λακωνικός) — последний известный в истории царь Спарты, правивший во II веке до н. э.

## Биография
По словам Тита Ливия, Лаконик принадлежал к одному из царских родов Спарты и воспитывался вместе с сыновьями Набиса.
После коварного убийства Набиса по распоряжению этолийского военачальника Алексамена в 192 году до н. э. малолетний Лаконик был провозглашён на сходке спартанцев царем. Спартанцы под предводительством Лаконика, раздражённые «гнусным поведением и высокомерием» начавших мародёрствовать этолийцев, полностью уничтожили их отряд. Однако Павсаний говорит, что Набис был убит одним жителем Калидона.
В этом же году ахейский военачальник Филопемен, воспользовавшись неустойчивым положением лакедемонян, захватил город, и Спарта была вынуждена вступить в Ахейский союз. О дальнейшей судьбе Лаконика исторические источники не сообщают.